# 尤比列伊諾耶

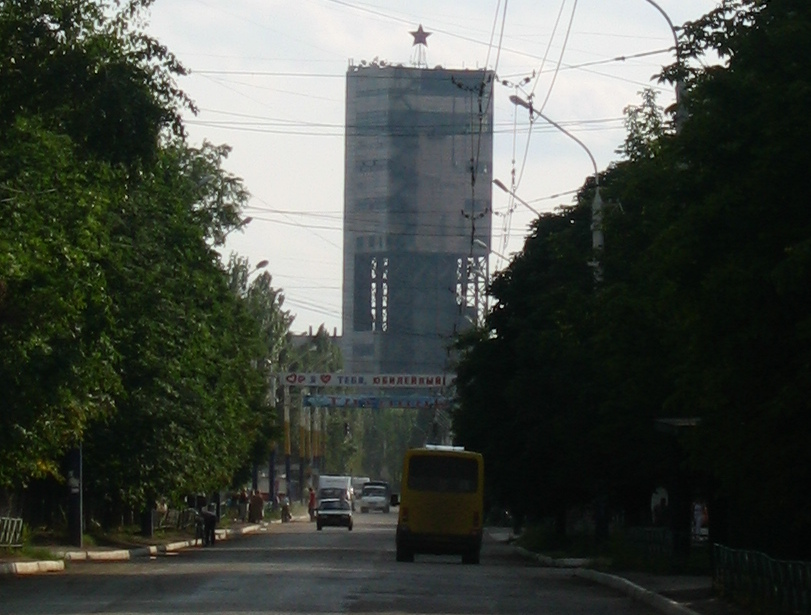
市容

尤比列伊诺耶（俄语：Юбилейное），乌克兰称为卡捷琳尼夫卡（羅馬化：Katerynivka），是烏克蘭東部盧甘斯克州卢汉斯克区卢汉斯克市镇内的鎮，事实上由俄罗斯佔領，俄方區劃為卢甘斯克人民共和国卢图吉诺区的市级镇。該鎮距離州府盧甘斯克2.5公里，始建於1955年，面積2.83平方公里，2011年人口16,948，人口密度每平方公里5,988.69人。

## 历史
1955年建村，1968年升为市级镇，为纪念十月革命50周年而命名为尤比列伊诺耶，属卢图吉诺区。2014年顿巴斯战争后为卢甘斯克人民共和国实际控制，2016年乌克兰政府据去共化法律将该地改为卡捷琳尼夫卡，但实际占领的卢甘斯克人民共和国则沿用尤比列诺耶的称呼。